# Sodus (village, New York)
Ne doit pas être confondu avec Sodus (ville, New York).
Sodus est un village du comté de Wayne, dans l'État de New York, aux États-Unis,. En 2010, il compte une population de 1 819 habitants.

## Démographie
Lors du recensement de 2010, le village comptait une population de 1 819 habitants, tandis qu'en 2019, elle est estimée à 1 708 habitants.